# 賴利嶺
71°32′S 163°18′E / 71.533°S 163.300°E
賴利嶺（英語：Reilly Ridge），是南極洲的山嶺，位於維多利亞地的彭內爾海岸，屬於鮑爾斯山脈中蘭特曼山脈的一部分，長約13公里，美國地質調查局根據測量和該國海軍的空中照片繪入地圖，現時由南極條約體系管理。